# Championnat d'Europe d'échecs des nations

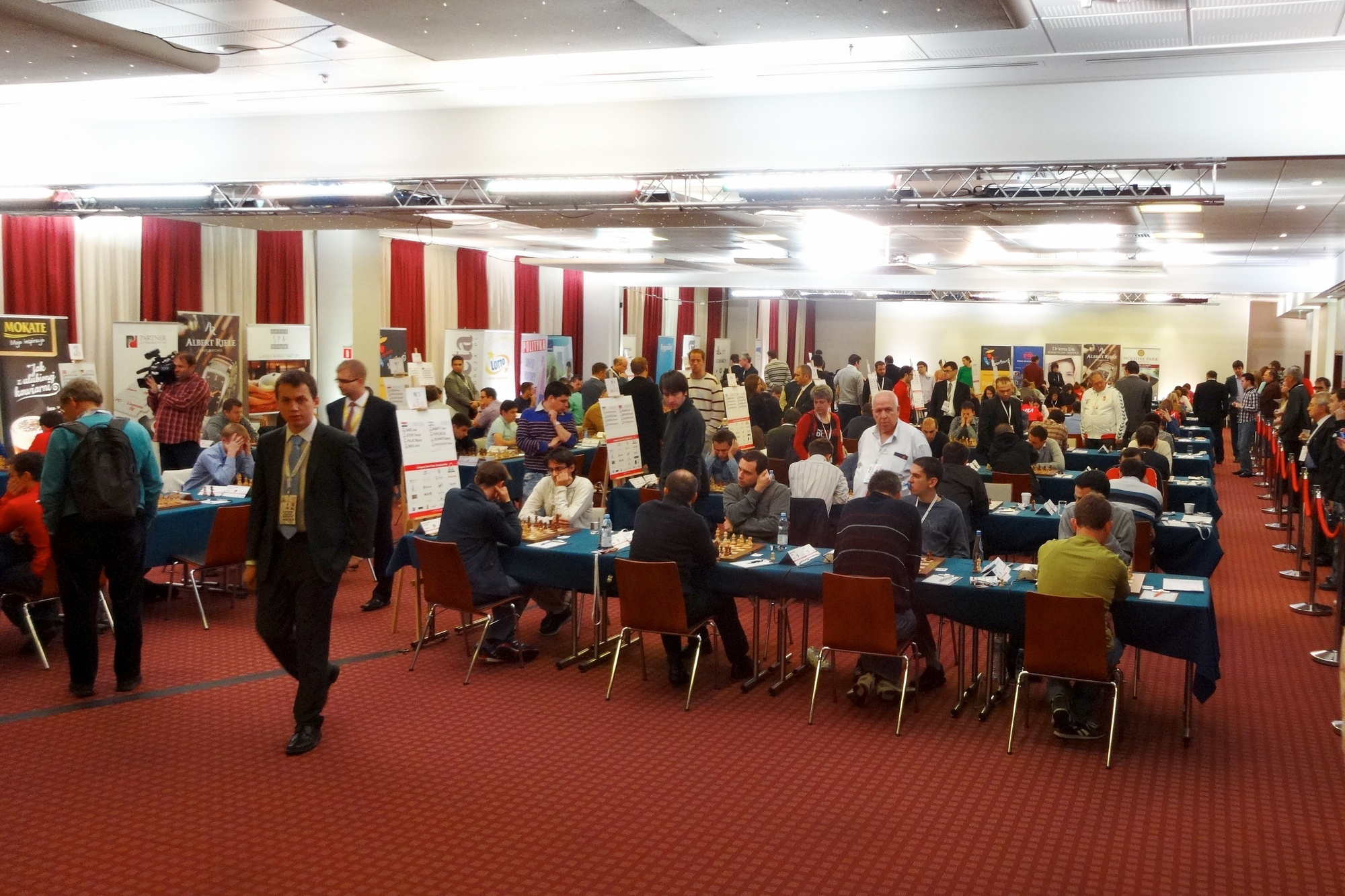
Le championnat d'Europe 2013 à Varsovie.

Le championnat d'Europe d'échecs des nations est une compétition organisée depuis 1957 par l'European Chess Union qui met aux prises les sélections nationales des différents pays européens. L'équipe vainqueur est déclarée championne d'Europe. Initialement disputée tous les quatre ans entre des équipes issues de groupes préliminaires (jusqu'en 1983), cette compétition se déroule depuis 1997 tous les deux ans (les années impaires, sans olympiade d'échecs) et réunit toutes les sélections nationales européennes, sans éliminatoires ou qualifications.

## Organisation
Depuis 1992, chaque équipe a quatre titulaires et un remplaçant. Depuis 1989, la compétition est un système suisse où les équipes s'affrontent pendant neuf rondes.
Depuis 2003, le classement selon les points de matchs (2 points pour la victoire, 1 point pour le match nul) et non plus selon les points de parties.
| Année | Ville      | Équipes en finale | Tours | Rondes | Échi- quiers | Rempla çants | Vainqueur        | Deuxième    |
| ----- | ---------- | ----------------- | ----- | ------ | ------------ | ------------ | ---------------- | ----------- |
| 1957  | Baden      | 4                 | 2     | 6      | 10           | 2            | Union soviétique | Yougoslavie |
| 1961  | Oberhausen | 6                 | 2     | 10     | 10           | 2            | Union soviétique | Yougoslavie |
| 1965  | Hambourg   | 6                 | 2     | 10     | 10           | 2            | Union soviétique | Yougoslavie |
| 1970  | Kapfenberg | 8                 | 1     | 7      | 10           | 2            | Union soviétique | Hongrie     |
| 1973  | Bath       | 8                 | 1     | 7      | 8            | 2            | Union soviétique | Yougoslavie |
| 1977  | Moscou     | 8                 | 1     | 7      | 8            | 2            | Union soviétique | Hongrie     |
| 1980  | Skara      | 8                 | 1     | 7      | 8            | 2            | Union soviétique | Hongrie     |
| 1983  | Plovdiv    | 8                 | 1     | 7      | 8            | 2            | Union soviétique | Yougoslavie |
| 1989  | Haïfa      | 28                | 1     | 9      | 6            | 2            | Union soviétique | Yougoslavie |

| Année | Ville        | Équipes mixtes | Échiquiers, remplaçants      | Vainqueur (mixte) | Vainqueur (femmes) |
| ----- | ------------ | -------------- | ---------------------------- | ----------------- | ------------------ |
| 1992  | Debrecen     | 40             | 4 + 1 (mixte) 2 + 1 (femmes) | Russie            | Ukraine            |
| 1997  | Pula         | 34             | 4 + 1 (mixte) 2 + 1 (femmes) | Angleterre        | Géorgie            |
| 1999  | Batoumi      | 36             | 4 + 1 (mixte) 2 + 1 (femmes) | Arménie           | Slovaquie          |
| 2001  | León         | 35             | 4 + 1 (mixte) 2 + 1 (femmes) | Pays-Bas          | France             |
| 2003  | Plovdiv      | 37             | 4 + 1 (mixte) 2 + 1 (femmes) | Russie            | Arménie            |
| 2005  | Göteborg     | 40             | 4 + 1                        | Pays-Bas          | Pologne            |
| 2007  | Héraklion    | 40             | 4 + 1                        | Russie            | Russie             |
| 2009  | Novi Sad     | 38             | 4 + 1                        | Azerbaïdjan       | Russie             |
| 2011  | Porto Carras | 38             | 4 + 1                        | Allemagne         | Russie             |
| 2013  | Varsovie     | 38             | 4 + 1                        | Azerbaïdjan       | Ukraine            |
| 2015  | Reykjavik    | 36             | 4 + 1                        | Russie            | Russie             |
| 2017  | Chersónissos | 40             | 4 + 1                        | Azerbaïdjan       | Russie             |
| 2019  | Batoumi      | 40             | 4 + 1                        | Russie            | Russie             |
| 2021  | Čatež        | 39             | 4 + 1                        | Ukraine           | Russie             |
| 2023  | Budva        | 38             | 4 + 1                        | Serbie            | Bulgarie           |

## Palmarès

### Palmarès de 1957 à 1983
De 1957 à 1970, les équipes avaient 10 titulaires et deux remplaçants. De 1973 à 1983, elles avaient 8 titulaires et deux remplaçants.
De 1957 à 1965, les équipes s'affrontaient dans un tournoi à deux tours (matchs aller et retour sur dix échiquiers). En 1961 et 1965, il y avait six équipes, et en 1957, quatre.
De 1970 à 1983, il y avait huit équipes en finale qui s'affrontaient dans  un tournoi toutes rondes (à un tour).
| Année | Ville      | Équipes en finale | Champion         | Deuxième        | Troisième          | Quatrième            |
| ----- | ---------- | ----------------- | ---------------- | --------------- | ------------------ | -------------------- |
| 1957  | Baden      | 4                 | Union soviétique | RFP Yougoslavie | Tchécoslovaquie    | Allemagne de l'Ouest |
| 1961  | Oberhausen | 6                 | Union soviétique | RFP Yougoslavie | Hongrie            | Tchécoslovaquie      |
| 1965  | Hambourg   | 6                 | Union soviétique | Yougoslavie     | Hongrie            | Allemagne de l'Ouest |
| 1970  | Kapfenberg | 8                 | Union soviétique | Hongrie         | Allemagne de l'Est | Yougoslavie          |
| 1973  | Bath       | 8                 | Union soviétique | Yougoslavie     | Hongrie            | Pologne              |
| 1977  | Moscou     | 8                 | Union soviétique | Hongrie         | Yougoslavie        | Roumanie             |
| 1980  | Skara      | 8                 | Union soviétique | Hongrie         | Angleterre         | Yougoslavie          |
| 1983  | Plovdiv    | 8                 | Union soviétique | Yougoslavie     | Hongrie            | Angleterre           |

### Palmarès mixte depuis 1989
Depuis 1989, la compétition est un système suisse (sans préliminaires) en neuf rondes. En 1989, chaque équipe avait six titulaires et deux remplaçants.
| Année | Ville         | Équipes | Champions        | Deuxième    | Troisième            | Quatrième  | Cinquième          | Sixième            |
| ----- | ------------- | ------- | ---------------- | ----------- | -------------------- | ---------- | ------------------ | ------------------ |
| 1989  | Haïfa         | 28      | Union soviétique | Yougoslavie | Allemagne de l'Ouest | Finlande   | Bulgarie           | Roumanie           |
| 1992  | Debrecen      | 40      | Russie           | Ukraine     | Angleterre           | Israël     | Suède              | Lituanie           |
| 1997  | Pula          | 34      | Angleterre       | Russie      | Arménie              | Hongrie    | Allemagne          | Israël             |
| 1999  | Batoumi       | 36      | Arménie          | Hongrie     | Allemagne            | Bulgarie   | Russie             | Ukraine            |
| 2001  | León          | 35      | Pays-Bas         | France      | Allemagne            | Angleterre | Slovénie           | Israël             |
| 2003  | Plovdiv       | 37      | Russie           | Israël      | Géorgie              | Slovénie   | Ukraine            | République tchèque |
| 2005  | Göteborg      | 40      | Pays-Bas         | Israël      | France               | Grèce      | Ukraine            | Pologne            |
| 2007  | Héraklion     | 40      | Russie           | Arménie     | Azerbaïdjan          | Pologne    | Ukraine            | Israël             |
| 2009  | Novi Sad      | 38      | Azerbaïdjan      | Russie      | Ukraine              | Arménie    | Allemagne          | Espagne            |
| 2011  | Sithonie      | 38      | Allemagne        | Azerbaïdjan | Hongrie              | Arménie    | Russie             | Pays-Bas           |
| 2013  | Varsovie      | 38      | Azerbaïdjan      | France      | Russie               | Arménie    | Hongrie            | Géorgie            |
| 2015  | Reykjavik     | 36      | Russie           | Arménie     | Hongrie              | France     | Ukraine            | Allemagne          |
| 2017  | Chersónissos  | 40      | Azerbaïdjan      | Russie      | Ukraine              | Croatie    | Hongrie            | Israël             |
| 2019  | Batoumi       | 40      | Russie           | Ukraine     | Angleterre           | Arménie    | Croatie            | Azerbaïdjan        |
| 2021  | Čatež ob Savi | 39      | Ukraine          | France      | Pologne              | Espagne    | Azerbaïdjan        | Russie             |
| 2023  | Budva         | 38      | Serbie           | Allemagne   | Arménie              | Pologne    | République tchèque | Angleterre         |

### Palmarès féminin (depuis 1992)
Depuis 1992, la compétition est un système suisse en neuf rondes. Les matchs étaient disputés sur deux échiquiers jusqu'en 2003. Depuis 2005, les équipes s'affrontent sur quatre échiquiers.
| Année | Ville         | Équipes | Champion  | Deuxième       | Troisième   | Quatrième   | Cinquième       | Sixième        |
| ----- | ------------- | ------- | --------- | -------------- | ----------- | ----------- | --------------- | -------------- |
| 1992  | Debrecen      | 37      | Ukraine   | Géorgie        | Azerbaïdjan | Pologne     | Tchécoslovaquie | France         |
| 1997  | Pula          | 30      | Géorgie   | Roumanie       | Angleterre  | Russie      | Arménie         | Hongrie        |
| 1999  | Batoumi       | 36      | Slovaquie | RF Yougoslavie | Roumanie    | Ukraine     | Arménie         | Bulgarie       |
| 2001  | León          | 32      | France    | Moldavie       | Angleterre  | Allemagne   | Pologne         | RF Yougoslavie |
| 2003  | Plovdiv       | 31      | Arménie   | Hongrie        | Russie      | Pologne     | Lituanie        | Ukraine        |
| 2005  | Göteborg      | 26      | Pologne   | Géorgie        | Russie      | Bulgarie    | Roumanie        | Arménie        |
| 2007  | Héraklion     | 30      | Russie    | Pologne        | Arménie     | Ukraine     | Géorgie         | Slovénie       |
| 2009  | Novi Sad      | 28      | Russie    | Géorgie        | Ukraine     | Azerbaïdjan | Arménie         | France         |
| 2011  | Sithonie      | 32      | Russie    | Pologne        | Géorgie     | Ukraine     | France          | Bulgarie       |
| 2013  | Varsovie      | 32      | Ukraine   | Russie         | Pologne     | Géorgie     | Arménie         | Hongrie        |
| 2015  | Reykjavik     | 30      | Russie    | Ukraine        | Géorgie     | Pologne     | France          | Allemagne      |
| 2017  | Chersónissos  | 32      | Russie    | Géorgie        | Ukraine     | Pologne     | Roumanie        | Espagne        |
| 2019  | Batoumi       | 32      | Russie    | Géorgie        | Azerbaïdjan | Ukraine     | Pays-Bas        | Roumanie       |
| 2021  | Čatež ob Savi | 31      | Russie    | Géorgie        | Azerbaïdjan | Ukraine     | Allemagne       | Serbie         |
| 2023  | Budva         | 32      | Bulgarie  | Azerbaïdjan    | France      | Ukraine     | Grèce           | Pologne        |

## Résultats détaillés

### 1957 (Baden en Autriche)
Onze équipes de dix joueurs (plus éventuellement 1 ou 2 remplaçants) participèrent effectivement aux préliminaires de ce premier championnat d'Europe, après le retrait de la Finlande et de la RDA dans le groupe 1. Elles furent réparties en 4 groupes, et les 4 premiers s'affrontaient ensuite dans le groupe final.
Les qualifiés furent l'URSS (1re du groupe 1 devant la Pologne), la Tchécoslovaquie (1re du groupe 2 devant l'Autriche et les Pays-Bas), la Yougoslavie (devant la Roumanie et la France) et la RFA (première de son groupe devant l'Espagne et le Luxembourg).
Dans la phase finale, les équipes s'affrontent en matchs aller et retour (tournoi à deux tours). L'URSS, favorite, prit logiquement la première place malgré une défaite à la dernière ronde face à la Yougoslavie, deuxième devant la Tchécoslovaquie et la RFA.
1. URSS : V. Smyslov, P. Keres, D. Bronstein, M. Tal, B. Spassky, T. Petrossian, M. Taïmanov, V. Kortchnoï, A. Tolouch, I. Boleslavski, Y. Averbakh, L. Aronine
2. Yougoslavie : S. Gligorić, A. Matanović, B. Ivkov, P. Trifunović, A. Fuderer, N. Karaklajić, S. Nedeljković, B. Milić, M. Bertok, B. Rabar, B. Djurašević, T. Rakić
3. Tchécoslovaquie : M. Filip, L. Pachman, L. Alster, F. Zíta, J. Kozma, J. Šefc, J. Tichtl, F. Pithart, J. Rejfíř, J. Ježek, F. Blatný, M. Ujtelky
4. RFA : W. Unzicker, K. Darga, Schmid, G. Pfeiffer, R. Teschner, H. Lehmann, H. Heinicke, G. Kieninger, L. Rellstab, W. Jaeger, K. Gilg (seul remplaçant dans l'équipe d'Allemagne)
La France finit troisième et dernière de son groupe qualificatif remporté par la Yougoslavie devant la Roumanie.

### 1961 (Oberhausen)

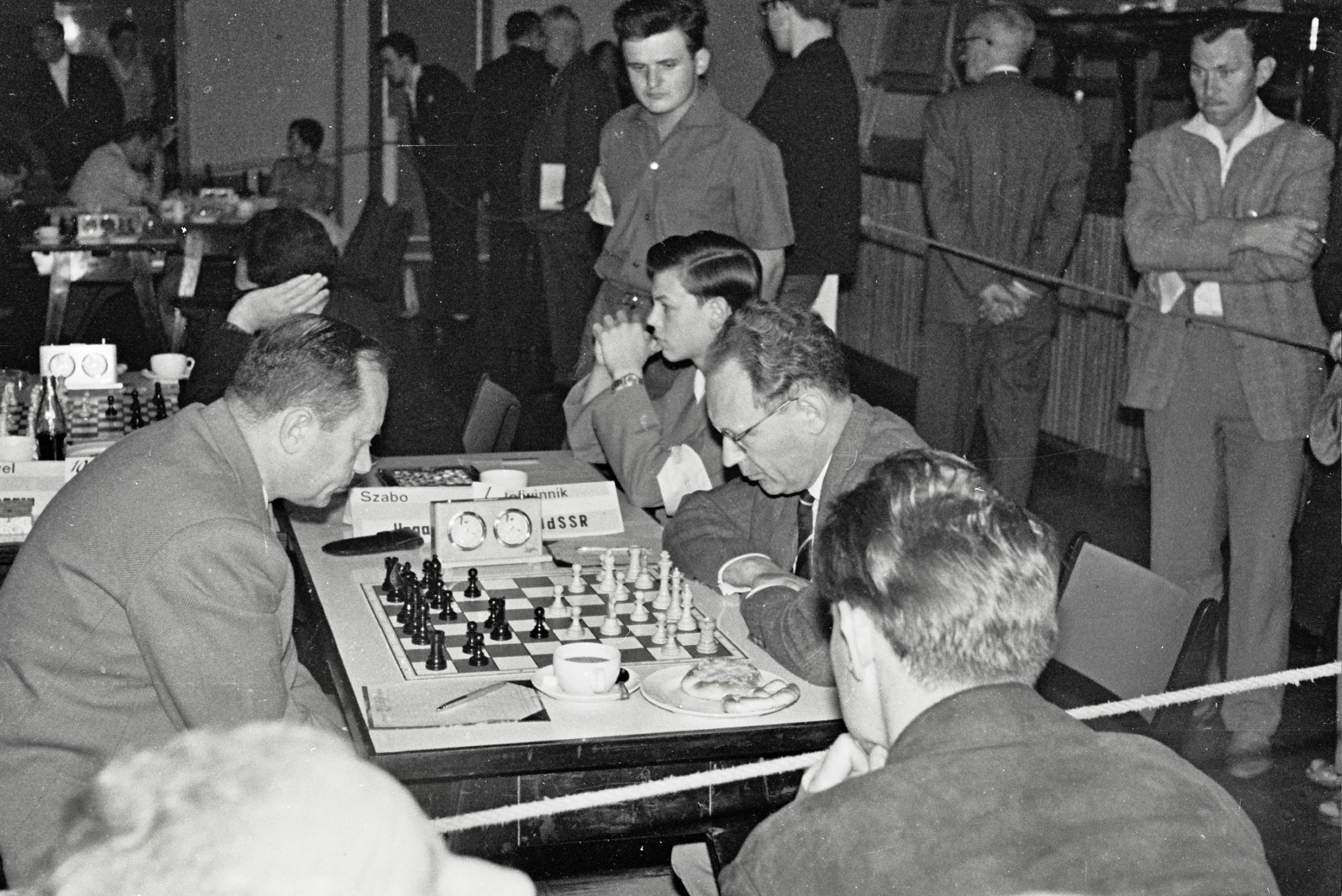
Match URSS-Hongrie en 1961 : László Szabó (Hongrie) affronte le champion du monde Mikhaïl Botvinnik au premier échiquier.

Six équipes (de dix titulaires et deux remplaçants) purent participer à la phase finale : les 4 équipes issues des 4 groupes préliminaires ainsi que l'URSS et la Yougoslavie, qualifiées d'office. 12 équipes disputèrent les éliminatoires qui virent les victoires de l'Espagne, de la RFA, de la Tchécoslovaquie et de la Hongrie.
Dans la phase finale, les équipes s'affrontent en matchs aller et retour (tournoi à deux tours). L'URSS s'imposa facilement en remportant tous ses matchs et gagnant ainsi son deuxième titre consécutif. Elle fut suivie dans l'ordre par la Yougoslavie, la Hongrie, la Tchécoslovaquie, la RFA et l'Espagne.
1. URSS : M. Botvinnik, M. Tal, P. Keres, T. Petrossian, V. Smyslov, V Kortchnoï, E. Geller, M. Taimanov, L. Polougaïevski, S. Fourman, A. Tolouch, V. Baguirov
2. Yougoslavie: S. Gligorić, P. Trifunović, A. Matanović, M. Bertok, M. Matulović, M. Udovčić, D. Čirić, B. Milić, S. Nedeljković, D. Minić, D. Marović, B. Djurašević,
3. Hongrie : L. Szabó, L. Portisch, G. Barcza, I. Bilek, T. Flórián, K. Honfi, E. Haág, J. Pogáts, G. Forintos, L. Lengyel, J. Szily, L. Navarovszky
4. Tchécoslovaquie : L. Pachman, M. Filip, V. Hort, V. Jansa, J. Marsalek, J. Fichtl, J. Rejfíř, M. Ujtelky, J. Kozma, J. Trapl, M. Altschul, J. Fabian
5. RFA : W. Unzicker, L. Schmid, K. Darga, R. Teschner, G. Pfeiffer, T. Schuster, M. Eisinger, W. Nephaus, C. Clemens, H. Pesch, D. Weise
6. Espagne : F. Pérez Pérez, R. Toran, R. Saborido, M. Abareda, P. Puig, J. Llado, G. Lopez Navarro, E. Franco Raymundo, E. Pérez Gonzalez, F. Garcia Orus, F. Balbé, A.. Beltran,

### 1965 (Hambourg)
Le format fut le même qu'en 1961 (six équipes de dix titulaires et deux remplaçants). Les Pays-Bas, la RFA, la Hongrie et la Roumanie, issus des groupes préliminaires joués en 1963 et 1964, rejoignirent pour la phase finale l'URSS et la Yougoslavie.
Dans la phase finale, les équipes s'affrontent en matchs aller et retour (tournoi à deux tours). L'URSS, favorite, s'imposa à nouveau (malgré une défaite contre la Hongrie). La Yougoslavie finit deuxième au départage devant la Hongrie (malgré les deux victoires hongroises sur les Yougoslaves, mais les points comptabilisés pour le classement étaient les points de parties et non les points de matchs). La RFA, la Roumanie et les Pays-Bas prirent les trois dernières places.
Tous les joueurs soviétiques finirent premier ou deuxième à leur échiquier, à l'exception de Botvinnik, 5e au deuxième échiquier, qui ne remporta que deux parties et subit trois défaites et trois parties nulles.
1. URSS : T. Petrossian, M. Botvinnik, V. Kortchnoï, V. Smyslov, D. Bronstein, L. Stein, M. Taimanov, Y. Averbakh, N. Kroguious, I. Boleslavski, A. Lein, A. Loutikov
2. Yougoslavie : B. Ivkov, S. Gligorić, A. Matanović, M. Matulović, B. Parma, P. Trifunović, M. Damjanović, M. Udovčić, D. Čirić, D. Minić, D. Marović, I. Buljovcić
3. Hongrie : L. Portisch, L. Szabó, I. Bilek, L. Lengyel, G. Barcza, G. Forintos, K. Honfi, P. Dely, J. Flesch, G. Kluger, J. Pogáts, L. Navarovszky
4. RFA : W. Unzicker, L. Schmid, H. Pfleger, H. Hecht, R. Teschner, P. Troeger, H. Kestler, R. Hübner, D. Weise, H. Besser, J. Eising, G. Fahnenschmidt
5. Roumanie : F. Gheorghiu, V. Ciocâltea, T. Ghițescu, C. Radovici, A. Gunsberger, I. Szabo, T. Stanciu, M. Pavlov, C. Botez, M. Nacu, P. Voiculescu
6. Pays-Bas : J. Donner, C. Langeweg, C. van den Berg, D. Zuidema, J. Barendregt, D. van Geet, H. Kramer, H. Ree, H. Bredewoul, F. Heineberke, F. van Wijngaarden, R. Hartoch.
La Belgique finit troisième et dernière de son groupe qualificatif remporté par l'Allemagne devant l'Autriche.

### 1970 (Kapfenberg)
Le format de la compétition changea lors de cette édition. De 1970 à 1983, huit équipes participèrent au tournoi final, où les sélections ne s'affrontaient plus en matchs aller-retour mais en un seul match.
L'Espagne, le Danemark, la Hongrie, la Tchécoslovaquie, la Bulgarie et la RDA gagnèrent leur billet pour la phase finale, où ils furent rejoints par l'URSS et la Yougoslavie.
L'URSS remporta tous ses matchs et le titre. La Hongrie prit la deuxième place et la RDA compléta le podium. Vinrent ensuite dans l'ordre la Yougoslavie, la Tchécoslovaquie, la Bulgarie, l'Espagne et le Danemark.
1. URSS : T. Petrossian, V. Kortchnoï, L. Polougaïevski, E. Geller, V. Smyslov, M. Taïmanov, M. Tal, P. Keres, L. Stein, R. Kholmov, I. Balachov, A.Gipslis
2. Hongrie : L. Portisch, L. Lengyel, L. Szabó, G. Barcza, L. Bárczay, I. Bilek, P. Dely, I. Csom, G. Forintos, K. Honfi, A. Adorján, E. Haág
3. RDA : W. Uhlmann, B. Malich, R. Fuchs, A. Hennings, H. Liebert, L. Zinn, F. Baumbach, L. Espig, W. Golz, L. Vogt, M. Schöneberg, D. Neukirch
4. Yougoslavie : S. Gligorić, B. Ivkov, M. Matulović, B. Parma, D. Minić, E. Bukić, B. Kurajica, M. Vukić, D. Velimirović, A. Planinc, S. Cvetović, R. Nicevski
5. Tchécoslovaquie : V. Hort, M. Filip, V. Jansa, J. Smejkal, M. Janata, J. Kozma, J. Plachetka, S. Kupka, J. Pribyl, Z. Hlousek, J. Lechtynsky, F. Blatny
6. Bulgarie : M. Bobotsov, G. Tringov, N. Padevsky, L. Popov, I. Radulov, A. Kolarov, N. Minev, N. Spiridonov, P. Peev, P. Amaudov, S. Bihosjan, H. Gerenski
7. Espagne ; 8. Danemark

### 1973 (Bath)
De 1973 à 1983, les équipes ne comportèrent plus que 8 titulaires (et deux remplaçants).
Seule l'URSS, tenante du titre, était qualifiée d'office. La Tunisie et du Maroc (qui se retira avant de jouer) participaient aux éliminatoires, bénéficiant d'une dérogation de la FIDE. Les qualifiés furent la Suisse, l'Angleterre, la Pologne (devant la RDA), la RFA, la Roumanie, la Yougoslavie et la Hongrie.
L'URSS s'imposa en remportant tous ses matchs. Suivirent dans l'ordre la Yougoslavie, la Hongrie, la Pologne, la RFA, l'Angleterre, la Roumanie et la Suisse.
1. URSS : B. Spassky, T. Petrossian, V. Kortchnoï, A. Karpov, M. Tal, V. Smyslov, E. Geller, G. Kouzmine, V. Toukmakov, Y. Balachov
2. Yougoslavie : S. Gligorić, B. Ivkov, L. Ljubojević, A. Matanović, B. Parma, A. Planinc, D. Velimirović, M. Matulović, E. Bukić, D. Minić
3. Hongrie : L. Portisch, L. Szabó, I. Bilek, Z. Ribli, I. Csom, G. Forintos, A. Adorján, G. Sax, K. Honfi, J. Tompa
4. Pologne : W. Schmidt, K. Pytel, J. Bednarski, A. Filipowicz, Z. Doda, J. Adamski, J. Kostro, A. Sydor, A. Sznapik, A. Maciejewski
5. RFA : W. Unzicker, L. Schmid, H. Pfleger, H. Hecht, J. Dueball, U. Kunszlowicz, J. Eising, M. Christoph, G. Capelan, U. Nehmeri
6. Angleterre : W. Hartston, R. Keene, J. Penrose, P. Markland, A. Whiteley, G. Botterill, R. Wade, M. Stean, T. Miles, E. Brian
7. Roumanie : F. Gheorghiu, V. Ciocâltea, T. Ghițescu, D. Ghizdavu, G. Mittelu, M. Pavlov, M. Ghindă, E. Ungureanu, D. Drimer, V. Stoica
8. Suisse : W. Hug, A. Lombard, H. Schauflberger, P. Hohler, M. Schauwecker, M. Blau, H. Wirthensohn, H. Glauser, E. Bhend, E. Gereben.

### 1977 (Moscou)
L'URSS écrasa à nouveau la compétition finale en gagnant tous ses matchs et ne concédant que 2 parties. Se classèrent ensuite la Hongrie, la Yougoslavie, la Roumanie, la Bulgarie, la RFA, la Tchécoslovaquie et l'Angleterre.
1. URSS : A. Karpov, T. Petrossian, L. Polougaïevski, M. Tal, Y. Balachov, E. Geller, O. Romanichine, V. Tsechkovski, I. Dorfman, E. Svechnikov
2. Hongrie : L. Portisch, Z. Ribli, G. Sax, I. Csom, A. Adorján, I. Faragó, L. Vadász, L. Bárczay, P. Lukács, L. Hazai
3. Yougoslavie : L. Ljubojević, S. Gligorić, A. Matanović, D. Velimirović, B. Parma, B. Ivkov, E. Bukić, K. Hulak, M. Knežević, S. Marangunić
4. Roumanie : F. Gheorghiu, V. Ciocâltea, M. Șubă, T. Ghițescu, V. Vaisman, A. Urzică, M. Ghindă, E. Ungureanu, M. Pavlov, V. Stoica
5. Bulgarie : M. Bobotsov, G. Tringov, N. Padevsky, E. Ermenkov, N. Kirov, L. Spassov, P. Peev, L. Popov, N. Minev, P. Velikov
6. RFA : W. Unzicker, H. Pfleger, K. Darga, H. Hecht, L. Pachman, G. Kestler, D. Mohrlock, M. Gerusel, P. Ostermeyer, B. Schmidt
7. Tchécoslovaquie : J. Smejkal, V. Jansa, J. Plachetka, J. Augustin, J. Pfibyl, J. Lechtynsky, E. Prandsletter, J. Sikora-Lech, E. Meduna, L. Neckaf
8. Angleterre : R. Keene, W. Hartston, M. Stean, J. Nunn, J. Mestel, A. Whiteley, S. Webb, R. Bellin, J. Speelman, D. Goodman
La France finit quatrième et dernière de son groupe qualificatif remporté par l'Angleterre devant les Pays-Bas. La Suisse finit troisième sur cinq de son groupe qualificatif et la Belgique fut dernière du même groupe.

### 1980 (Skara)
Le cycle de la compétition fut réduit à 3 ans en raison des modifications apportées précédemment au format de la compétition : vingt équipes étaient qualifiées par défaut pour la compétition, dont dix-huit réparties dans six tournois préliminaires de qualification pour la finale (poules composées de trois équipes), tournois préliminaires qui étaient disputés à Skara en 1978 et 1979. L'Allemagne fut éliminée lors de son groupe préliminaire par l'Angleterre, bien qu'ayant remporté tous ses matchs de poule.
L'URSS, tenante du titre et qualifiée directement pour la finale, remporta à nouveau l'épreuve, mais plus difficilement que les années précédentes. L'équipe concéda deux matchs nuls contre la Hongrie (2e), et l'Angleterre (3e et première sélection occidentale à décrocher un podium dans l'histoire de la compétition) et aucun des joueurs de ses trois premiers échiquiers (Karpov, Tal et Petrossian, tous ayant été ou étant toujours champion du monde) ne remporta une victoire. Son avance sur la Hongrie fut finalement néanmoins confortable. Derrière le podium, vinrent la Yougoslavie, la Bulgarie, la Tchécoslovaquie, Israël et la Suède (qui participaient toutes les deux pour la première fois à la phase finale).
1. URSS : A. Karpov, M. Tal, T. Petrossian, L. Polougaïevski, E. Geller, Y. Balachov, O. Romanichine, R. Vaganian, A. Youssoupov, G. Kasparov (en 2e remplaçant, qui marqua 5,5 points sur 6)
2. Hongrie : L. Portisch, Z. Ribli, A. Adorján, G. Sax, I. Csom, I. Faragó, L. Vadász, J. Pintér, P. Lukacs, L. Hazai
3. Angleterre : T. Miles, M. Stean, J. Nunn, J. Speelman, R. Keene, W. Hartston, J. Mestel, R. Bellin, P. Littlewood, S. Webb
4. Yougoslavie : L. Ljubojević, S. Gligorić, B. Ivkov, D. Velimirović, S. Marjanović, I. Nemet, K. Hulak, D. Sahović, M. Vukić
5. Bulgarie : E. Ermenkov, G. Tringov, I. Radulov, N. Kirov, Krum Georgiev, P. Velikov, V. Inkiov, L. Popov, L. Spassov, N. Spiridonov
6. Tchécoslovaquie : V. Hort, J. Smejkal, V. Jansa, J. Plachetka, E. Prandsletter, L. Ftacnik, J. Lechtynsky, J. Sikora-Lech, I. Hausner, J. Pfibyl
7. Israël ; 8. Suède
La Suisse finit troisième et dernière de son groupe qualificatif derrière la Tchécoslovaquie et la Pologne. La France et la Belgique étaient absentes de la compétition. La Belgique se retira avant le début des tournois préliminaires.

### 1983 (Plovdiv)
Malgré les absences de Kasparov, Spassky, Smyslov et Tal, l'URSS était à nouveau la favorite de l'épreuve. Elle confirma son rang en remportant une nouvelle fois la compétition, ne concédant qu'un match nul face à la Yougoslavie et seulement 2 défaites sur l'échiquier durant tout le championnat. La Yougoslavie retrouva le podium en finissant 2e, devant la Hongrie, l'Angleterre, les Pays-Bas, la Bulgarie, le Danemark et la RFA.
1. URSS : A. Karpov, L. Polougaïevski, T. Petrossian, R. Vaganian, A. Beliavski, V. Toukmakov, L. Psakhis, O. Romanichine, A. Youssoupov, E. Geller
2. Yougoslavie : L. Ljubojević, S. Gligorić, P. Nikolić, V. Kovačević, B. Kurajica, K. Hulak, D. Rajković, B. Ivanović, S. Djurić, M. Cebalo
3. Hongrie : L. Portisch, Z. Ribli, G. Sax, J. Pintér, A. Adorján, I. Csom, I. Faragó, A. Grószpéter, A. Schneider, T. Horváth
4. Angleterre : T. Miles, J. Nunn, J. Speelman, J. Mestel, R. Keene, M. Chandler, N. Short, M. Hebden, P. Littlewood, W. Hartston
5. Pays-Bas : J. Timman, G. Sosonko, J. van der Wiel, H. Ree, P. van der Sterren, G. Ligterink, P. Scheeren, C. van Wijgerden, C. Langeweg, H. Bohm
6. Bulgarie : G. Tringov, I. Radulov, V. Inkiov, P. Velikov, L. Spassov, Krum Georgiev, E. Ermenkov, N. Spiridonov, Kiril Georgiev, V. Loukov
7. Danemark ; 8. RFA
La France finit deuxième de son groupe qualificatif derrière la Hongrie (vainqueur du match 12-4 contre la France). La suisse finit troisième de son groupe qualificatif (derrière l'Allemagne et l'Autriche). Dans le groupe qualificatif 2, la Pologne fut éliminée par les Pays-Bas (vainqueur du match 9,5 à 6,5). Dans le groupe 6, la Tchécoslovaquie fut éliminée par le Danemark, vainqueur du match 8,5 à 7,5.

### 1989 (Haïfa)
L'événement eut lieu en novembre-décembre 1989, six ans après la dernière édition car celle prévue en 1986 ne se déroula finalement pas. Cette édition reste importante car le système des préliminaires fut aboli, et dès lors, toutes les sélections européennes purent participer à la compétition. Enfin, il convient de remarquer que ce fut la dernière édition où fut présente l'invincible URSS. Vingt-huit équipes (dont l'équipe Israël B, honneur réservé au pays organisateur) participèrent ainsi. Les équipes, constituées de huit joueurs (6 titulaires et 2 réservistes), s'affrontaient sur six échiquiers. Chaque équipe disputait 9 matchs. Plusieurs joueurs importants étaient absents, notamment dans les équipes d'URSS (sans ses trois meilleurs joueurs : Karpov, Kasparov et Ivantchouk), de Hongrie (sans ses trois meilleurs joueurs : Ribli, Portisch et Sax), de Yougoslavie (sans ses cinq meilleurs joueurs dont Nikolic et Ljubojevic) ou d'Angleterre (sans ses trois meilleurs joueurs Short, Speelman et Chandler).
L'URSS remporta à nouveau le titre (concédant 2 matchs nuls contre la Grèce et la Bulgarie, et le podium fut complété par une équipe yougoslave rajeunie et la RFA. La France termina 10e. La Hongrie (sans ses trois meilleurs joueurs), finit à une décevante 11e place. L'Angleterre, sans ses trois meilleurs joueurs, finit huitième. Les Pays-Bas étaient absents de la compétition.
1. URSS : V. Salov, A. Beliavski, R. Vaganian, M. Gourevitch, B. Guelfand, L. Polougaïevski, V. Eingorn, V. Toukmakov
2. Yougoslavie : I. Sokolov, K. Hulak, B. Lalić, M. Todorčević, V. Kovačević, D. Barlov, O. Cvitan, S. Djurić
3. RFA : R. Hübner, V. Hort, E. Lobron, S. Kindermann, M. Wahls, J. Hickl, K. Bischoff, S. Mohr
4. Finlande : J. Yrjola, H. Westerinen, V. Maki, A. Pyhala, E. Rasste, Y. Rantanen, J. Norri, A. Nokso-Koivisto
5. Bulgarie : Kiril Georgiev, D. Donchev, V. Inkiov, E. Ermenkov, Krum Georgiev, P. Velikov, K. Ninov, V. Dimitrov
6. Roumanie : F. Gheorghiu, C. Ionescu, M. Marin, A. Negulescu, B. Bardea, M. Lupu, D. Dimitrache, C. Navrotescu
7. Tchécoslovaquie : L. Ftacnik, K. Morky, P. Blatny, I. Stohl, E. Meduna, P. Hába, J. Plachetka
(...)
10. France : O. Renet (médaille d'or au 1er échiquier), J. Lautier, G. Mirallès, J.-R. Koch, É. Prié, A. Haïk, G. Andruet, M. Apicella
15. Suisse : V. Kortchnoï, L. Bruner, W. Hug, B. Züger, H. Wirthensohn, D. Summermalter, C. Landenbergue, H. Floramonti
(28 équipes)
La Belgique est 23e.

### 1992 (Debrecen)

#### Tournoi open (1992)
Quarante-deux équipes étaient inscrites au début de la compétition, à la suite de l'éclatement de l'URSS et l'ex-Yougoslavie. Plusieurs équipes pouvaient ainsi prétendre au titre : la Russie, l'Ukraine mais aussi l'Angleterre. L'équipe d'Azerbaïdjan ne se présenta pas au début du tournoi et l'équipe yougoslave (joueurs de Serbie et Monténégro) dut se retirer après la 1re ronde, en raison de l'embargo international décrété à la suite de son implication dans la guerre en Bosnie, mais les équipes de Bosnie, Croatie et Slovénie étaient présentes, ce qui laissa 40 équipes participant à la totalité du tournoi.
Le nombre d'échiquiers titulaires fut réduit à quatre. Enfin, pour la première fois, une compétition spéciale fut créée pour les femmes. La Hongrie, organisatrice, fut autorisée à présenter trois fortes équipes.
La lutte pour le titre présenta plus de suspens. Elle aboutit finalement à la consécration de la Russie, qui ne concéda qu'un match nul face à l'Angleterre. Son jeune prodige, le maître FIDE Vladimir Kramnik, réalisa la meilleure performance avec le score de 6/7 au 3e échiquier. Le podium fut complété par l’Ukraine et l’Angleterre, celle-ci juste devant Israël. La Hongrie A ne prit que la 11e place, tandis que les Pays-Bas durent se contenter de la 18e et la Tchécoslovaquie de la 25e. La France termina à la 27e place après deux défaites finales.
1. Russie : G. Kasparov, I. Bareïev, V. Kramnik, A. Dreïev, A. Vyjmanavine
2. Ukraine : V. Ivantchouk, A. Beliavski, O. Romanichine, V. Eingorn, I. Novikov
3. Angleterre : N. Short, J. Speelman, M. Adams, J. Nunn, T. Miles
4. Israël : I. Smirin, L. Psakhis, A. Greenfeld, B. Alterman, L. Gofshtein
5. Suède : Ulf Andersson, T. Ernst, F. Hellers, P. Cramling, L. Karlsson
6. Lituanie : E. Rozentalis, A. Kveinys, V. Mališauskas, D. Ruželė, V. Dambrauskas
(...)
27. France : O. Renet, M. Apicella, É. Prié, E. Bricard, A. Hauchard
30. Belgique : M. Dutreeuw, A. Delize, S. Mohandesi, P. Vandevoort, K. Le Quang
33. Suisse : V. Kortchnoï, L. Brunner, J. Costa, W. Hug, B. Züger
(40 équipes après le retrait de la Yougoslavie)

#### Tournoi féminin (1992, première édition)
Le premier tournoi féminin organisé en 1992 opposait trente-sept équipes, représentant trente-cinq nations (la Hongrie alignait trois équipes), après le retrait de la Yougoslavie sous embargo de l'ONU.
Les équipes étaient composées de deux joueuses et une remplaçante.
1. Ukraine : A. Galliamova, M. Litinskaïa et I. Tchelouckina
2. Géorgie : K. Arakhamia, N. Gurieli et K. Kachiani
3. Azerbaïdjan : F. Velikhanli et I. Kadimova (pas de remplaçante)
4. Pologne : A. Brustman, H. Ereńska-Radzewska et K. Dąbrowska
5. Tchécoslovaquie : E. Repkova, J. Hajková-Mašková et M. Holoubkova
6. France : C. Flear, C. Gervais et V. Mora (médaille de bronze individuelle)
L'équipe féminine de Russie (Diomina, Proudnikova et Zaïtseva) perdit trois matchs et finit dix-septième avec 9,5 points sur 18.
(37 équipes)

### 1997 (Pula)

#### Tournoi open (1997)
Pour cette édition disputée à Pula en Croatie, de nombreuses équipes pouvaient prétendre au titre. La Russie, privée de Karpov, Kasparov et Kramnik, devait en effet compter avec la concurrence de diverses sélections, malgré l’absence de l’Ukraine, parmi lesquelles l’Angleterre, les Pays-Bas, l’Arménie ou la Hongrie. La compétition fut très disputée, ce que révèle le classement final très serré.
Le titre fut finalement gagné par l’Angleterre (qui, après avoir été le premier pays occidental à atteindre le podium (en 1980) devint le premier à décrocher le titre), mettant fin à l’hégémonie soviétique puis russe. La sélection anglaise termine devant la Russie, 2e et seule invaincue, grâce au départage, les 2 équipes ayant le même nombre de points de partie. L’Arménie prend finalement la 3e place, juste devant la Hongrie et l'Allemagne. Finalement, les 12 premières équipes se tiennent en moins de 3 points. La France termine plus loin, à la 19e place.
1. Angleterre : N. Short, M. Adams, J. Speelman, M. Sadler, J. Hodgson
2. Russie : I. Bareïev, P. Svidler, V. Zviaguintsev, I. Glek, I. Iakovitch
3. Arménie : V. Akopian, R. Vaganian, S. Lputian, A. Minassian, A. Anastassian
4. Hongrie : A. Tchernine, Z. Almási, J. Pintér, G. Sax, Z. Gyimesi
5. Allemagne : A. Youssoupov, R. Hübner, R. Dautov, C. Gabriel, C. Lutz
6. Israël : B. Alterman, L. Youdassine, I. Smirin, A. Huzman, E. Sutovsky
(...)
14. Suisse : V. Kortchnoï, J. Gallagher, W. Hug, B. Zügler, Y. Pelletier
19. France : A. Vaïsser, J.-M. Degraeve, A. Hauchard, E. Relange, O. Renet
La Belgique et Monaco sont absentes.
(34 équipes)

#### Tournoi féminin (1997)
L'Ukraine, vainqueur de la précédente édition féminine, était absente des deux tournois (mixte et féminin) en 1997. L'Azerbaïdjan (troisième en 1992) finit douzième et La Pologne (quatrième en 1992) fut seulement dixième en 1997.
1. Géorgie : M. Tchibourdanidzé, N. Iosseliani et K. Arakhemia-Grant
2. Roumanie : C. Peptan, C. Foisor et E. Cosma
3. Angleterre : S. Lalic, H. Hunt et R. Sheldon
4. Russie : A. Galliamova, S. Matveïeva et I. Machinskaïa
5. Arménie : E. Danielian, L. Mkrtchian et G. Hlgatian
6. Hongrie : A : N. Lakos, M. Grábics et A. Gara
7. Lituanie : D. Čiukšytė et V. Čmilytė (pas de remplaçante dans l'équipe lituanienne)
8. Bosnie-Herzégovine : V. Mišanović, E. Tirova-Borić et L. Smajlović
(...)
27. France : C. Flear, M. Nicoara-Etchegaray et J. Lebal-Arias
(30 équipes)

### 1999 (Batoumi)

#### Tournoi open (1999)
Le championnat d'Europe des nations se déroule désormais tous les deux ans.
La Russie est cette année privée de la plupart de ses meilleurs joueurs (Kasparov, Kramnik, Bareïev, Svidler, …) et n'apparaît pas comme une grande favorite. Sont davantage attendues l'Ukraine, la Hongrie, l'Arménie, l'Angleterre ou les Pays-Bas.
Le tournoi est donc très disputé et se solde par la victoire finale de l'Arménie, malgré une défaite et 2 matchs nuls lors des 2 dernières rondes. La Hongrie et l'Allemagne, invaincues, montent sur le podium, devant la Bulgarie, la Russie, l'Ukraine et Israël. L'Angleterre, tenante du titre et malgré sa victoire sur l'Arménie, termine à une décevante 10e place. La France doit se contenter d'une modeste 25e place.
1. Arménie : S. Lputian, A. Minassian, A. Anastassian, L. Aronian, A. Petrossian
2. Hongrie : P. Lékó, J. Polgár, Z. Almási, A. Tchernine, J. Pintér
3. Allemagne : A. Youssoupov, R. Hübner, R. Dautov, C. Lutz, C. Gabriel
4. Bulgarie : V. Topalov, K. Georgiev, A. Delchev, V. Georgiev, P. Genov
5. Russie : V. Filippov, S. Volkov, M. Kobalia, A. Galkine, A. Grichtchouk
6. Ukraine : V. Ivantchouk, A. Onischuk, O. Romanichine, R. Ponomariov, V. Malaniouk
(...)
14. Suisse : V. Kortchnoï, V. Milov, J. Gallagher, Y. Pelletier, R. Forster
25. France : J. Lautier, D. Marciano, C. Bauer, I. Nataf, L. Fressinet
La Belgique est 32e et Monaco est absente.
(36 équipes)

#### Tournoi féminin (1999)
La Russie perdit trois matchs et finit huitième de la compétition.
La Géorgie, pays organisateur et vainqueur de l'édition précédente, alignait trois équipes. Les équipes A et C finirent dixième ex æquo avec 10 points sur 18.
1. Slovaquie : Z. Hagarova, R. Pokorna et A. Bekiarisova
2. Yougoslavie : A. Marić, N. Bojković et M. Manakova (qui ne joua aucune partie)
3. Roumanie : C. Petpan, E. Cosma et S. Vajda
4. Ukraine : N. Joukova, A. Zatonskih et T. Kononenko
5. Arménie : E. Danielian, L. Mkrtchian et G. Hlgatian
6. Bulgarie : A. Stefanova, M. Velcheva et S. Alekeieva
7. Angleterre : H. Hunt, J. Houska et I. Lauterbach
8. Russie : I. Diomina, E. Polovnikova et E. Ovod
(...)
18. France : M. Nicoara, C. Flear et C. Gervais
(36 équipes)

### 2001 (León)

#### Palmarès masculin (2001)
Avant même le début de la compétition, il est certain que la Russie ou l'Arménie ne regagneront pas le titre, car elles ne présentent pas d'équipes pour cette édition. Diverses sélections comme les Pays-Bas, l'Angleterre, l'Ukraine ou Israël peuvent donc envisager la victoire finale. À ces équipes, se joint pour la course à la victoire finale, la France, enfin dotée d'une équipe compétitive emmenée par le jeune Étienne Bacrot, qui mène encore ex æquo à la veille de la dernière ronde. Mais la défaite française face à l'Allemagne lors de cette ultime ronde offre finalement une victoire méritée aux Pays-Bas, seule équipe invaincue et qui n'a concédé qu'un match nul. La France prend toutefois deuxième place, ce qui témoigne d'importants progrès au vu des médiocres résultats des années passées. L'Allemagne complète le podium, devant l'Angleterre et la Slovénie.
1. Pays-Bas : L. van Wely, J. Piket, S. Tiviakov, E. van den Doel, F. Nijboer
2. France : É. Bacrot, J. Lautier (qui réalise la meilleure performance du tournoi), C. Bauer, J.-M. Degraeve, L. Fressinet
3. Allemagne : C. Lutz, R. Hübner, G. Hertneck, K. Bischoff, R. Buhmann
4. Angleterre : M. Adams, N. Short, J. Speelman, S. Conquest, L. McShane
5. Slovénie : A. Beliavski, A. Mikhaltchichine, D. Sermek, D. Pavasović, G. Mohr
6. Israël : B. Guelfand, I. Smirin, E. Sutovsky, B. Avroukh, A. Greenfeld
7. Espagne A : A. Chirov, F. Vallejo Pons, M. Illescas Cordoba, P. San Segundo Carrillo, M. Narciso Dublan
8. Grèce : I. Papaioánnou, I. Miladinovic, H. Banikas, I. Nikolaḯdis, S. Chalkiás
(...)
15. Suisse : V. Milov, Y. Pelletier, J. Gallagher, F. Jenni, R. Ekström
La Belgique et Monaco sont absentes.
(35 équipes)

#### Palmarès féminin (2001)
Chez les dames, en l'absence de la Russie et de l'Arménie, la France est sacrée championne d'Europe. Marie Sebag remporte la médaille d'or du deuxième échiquier avec une performance à 2 717 points.
1. France : M. Nepeina-Leconte, M. Sebag (or), R. Lallemand
2. Moldavie : A. Skripchenko Lautier (argent) et S. Petrenko (pas de remplaçante dans l'équipe moldave)
3. Angleterre : H. Hunt, J. Houska, S. Lalic,
4. Allemagne : K. Kachiani-Gersinska (or), E. Pähtz, J. Nill
5. Pologne : J. Dworakowska, I. Radziewicz et M. Socko
6. Yougoslavie : A. Maric, N. Bojkovic et S Proudnikova
7. Roumanie : C. Foisor, E. Cosma et I. Ionescu-Brandis
8. Azerbaïdjan : Z. Mamedyarova et M. Shukurova (pas de remplaçante)
L'Ukraine finit dixième, la Géorgie quinzième et la Hongrie dix-septième.
(32 équipes)

### 2003 (Plovdiv)

#### Tournoi open (2003)
Outre le retour de la Russie, cette édition marque surtout la décision de réaliser le classement selon les points de matchs (2 points pour la victoire, 1 point pour le match nul) et non plus selon les points de parties.
Cette formule profita à la Russie, qui ne concéda qu’un match nul lors de la dernière ronde face à la Biélorussie. La deuxième fut prise par Israël qui réalisa un très bon tournoi et la Géorgie s’empara de la 3e place au départage devant la Slovénie. L’Ukraine, 5e, put regretter l’ancienne formule, qui lui aurait octroyée la 1re place si elle avait été encore appliquée. Les équipes du podium de l’édition précédente se révélèrent décevantes : les Pays-Bas finirent 13e, la France, sans Bacrot, prit la 10e place et l’Allemagne suivit avec la 11e place.
1. Russie : P. Svidler, I. Bareïev, A. Grichtchouk, A. Morozevitch et A. Khalifman
2. Israël : B. Guelfand, I. Smirin, E. Sutovsky, B. Avroukh et M. Roiz
3. Géorgie : Z. Azmaiparashvili, B. Jobava, M. Mtchedlichvili, G. Katcheichvili et M. Gagounachvili
4. Slovénie : A. Beliavski, A. Mikhaltchichine, D. Pavasović, D. Sermek et J. Borišek
5. Ukraine : R. Ponomariov, A. Moiseenko, V. Baklan, P. Eljanov et Z. Efimenko
6. République tchèque : Z. Hráček, D. Navara, V. Babula, J. Štoček et M. Jirovsky
(...)
10. France : J. Lautier, L. Fressinet, C. Bauer, A. Sokolov et J.-M. Degraeve
24. Suisse : V.Kortchnoï, Y. Pelletier, F. Jenni, J. Gallagher et C. Landenbergue
25. Belgique : G. Van der Stricht, E. Cekro, E. Van Beers, P. Claesen et M. Dutreeuw
(37 équipes)

#### Tournoi féminin (2003)
1. Arménie : E. Danielian, L Mkrtchian et N. Aginian
2. Hongrie : Y. Dembo, S. Vajda et A. Gara
3. Russie : A. Galliamova, S. Matveïeva, A. Kosteniouk
4. Pologne : I. Radziewicz, M. Zielinska et M. Socko
5. Lituanie : D. Čiukšytė et R. Turauskienė (pas de remplaçante)
6. Ukraine : N. Joukova, T. Vassilievitch et I. Gaponenko
7. Serbie et Monténégro : A. Maric, N. Bojkovic et S. Proudnikova
8. France : A. Skripchenko, S. Milliet et R. Lallemand
9. Roumanie : C. Foisor, I. Ionescu et A. Moţoc
10. Géorgie : N. Khourtsidzé, N. Dragnidzé et M. Lomineichvili
(31 équipes)

### 2005 (Göteborg)

#### Palmarès masculin (2005)

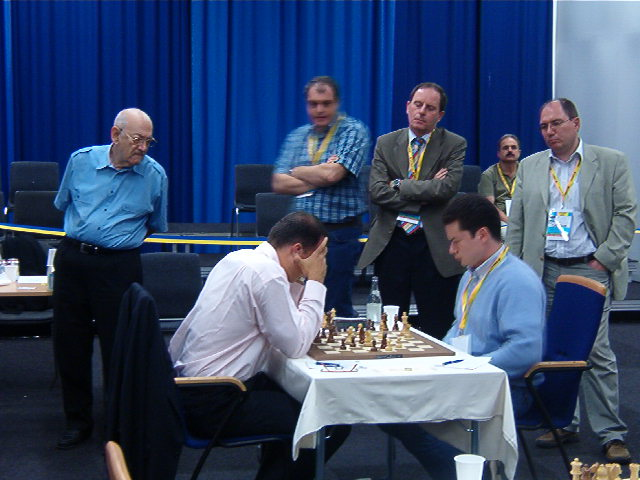
Match Pays-Bas France en 2005 : Ivan Sokolov affronte Joël Lautier (France) sous le regard de Viktor Kortchnoï (Suisse, debout à gauche).

Le titre fut très disputé, et le classement final se révéla serré. La victoire finale sourit finalement aux Pays-Bas (invaincus, mais qui concédèrent 3 matchs nuls), qui remportèrent ainsi leur deuxième titre en quatre ans. Israël confirma sa bonne performance de l’édition passée en conservant la 2e place après avoir joué pour le titre jusqu’au bout. La France décrocha la 3e place, au départage devant la surprenante équipe grecque. La Russie, privée de plusieurs joueurs importants, fut décevante et se contenta de la 14e place (après avoir concédé 2 matchs nuls et 3 défaites). L’Ukraine, 5e, aurait à nouveau terminé à la 1re place (avec Israël) si l’ancienne formule avait été maintenue.
1. Pays-Bas (15 / 18) : L. van Wely, I. Sokolov, S. Tiviakov, J. Timman, E. Van den Doel
2. Israël (14 / 18) : B. Guelfand, E. Sutovsky, I. Smirin, B. Avroukh, S. Erenbourg
3. France (13 / 18) : É. Bacrot, J. Lautier, I. Dorfman (déjà présent en 1977 avec l’URSS), L. Fressinet, C. Bauer
4. Grèce (13 / 18) : V. Kotroniás, I. Papaïoánnou, C. Baníkas, S. Chalkiás, D. Mastrovasílis
5. Ukraine (12 / 18) : V. Ivantchouk, P. Eljanov, A. Moiseenko, S. Kariakine, Y. Kouzoubov
6. Pologne (12 / 18) : R. Kempinski, B. Socko, R. Wojtaszek, P. Bobras, T. Markowski
(...)
19. Suisse : V.Kortchnoï, Y. Pelletier, J. Gallagher, F. Jenni, W. Hug
La Belgique finit 35e.
(40 équipes)

#### Palmarès féminin (2005)
1. Pologne : I. Radziewicz, M. Soćko, J. Zawadzka, J. Dworakowska, M. Zielinska
2. Géorgie : M. Tchibourdanidzé, N. Khourtsidzé, M. Lomineichvili, N. Dragnidzé et K. Arakhamia-Grant
3. Russie : A. Kosteniouk, N. Kosintseva, E. Kovalevskaïa, T. Kosintseva, A. Galliamova
4. Bulgarie : A. Stefanova, M. Voiska, E. Djingarova, M. Veicheva et L. Genova
5. Roumanie : C. Peptan, C. Foisor, G. Olarasu, A. Bogza et A. Calotescu
6. Arménie : E. Danielian, L. Mkrtchian, N. Aginian, S. Andriasian et L. Galojan
7. Ukraine : N. Joukova, K. Lahno, I. Gaponenko, A. Ushenina et T. Vassilievitch
(...)
16. France : A. Skripchenko, M. Sebag, S. Milliet, R. Lallemand, A. Muller
(26 équipes)

### 2007 (Héraklion)

#### Tournoi open (2007)
La Russie apparaissait comme la favorite de l’épreuve, mais plusieurs autres équipes comme l’Arménie, l’Azerbaïdjan, l’Ukraine ou la France nourrissaient aussi quelques ambitions. Mais la Russie se détacha facilement en remportant ses 7 premiers matchs, avant d’assurer son titre par un nul face à l’Espagne à l’avant-dernière ronde. L’Arménie, après un départ en dents de scie, prit la 2e place, et le podium fut complété par une autre équipe d’ex-URSS : l’Azerbaïdjan (malgré 2 défaites consécutives face à la Russie et la Slovénie en milieu de tournoi). La France, avec 3 défaites (contre la Slovénie, la Russie et l’Azerbaïdjan) dut se contenter de la 9e place. Les Pays-Bas, tenants du titre, se révélèrent décevants et terminèrent 19e.
1. Russie : P. Svidler (6/7 et meilleure performance du tournoi), A. Morozevitch, A. Grichtchouk, I. Alekseïev et D. Iakovenko
2. Arménie : L. Aronian, V. Akopian, G. Sargissian, K. Asrian et S. Lputian
3. Azerbaïdjan : S. Mamedyarov, T. Radjabov, V. Gachimov, G. Gousseinov et R. Mamedov
4. Pologne : B. Soćko, K. Miton, G. Gajewski, R. Wojtaszek et M. Bartel
5. Ukraine : V. Ivantchouk, S. Kariakine, A. Volokitine, A. Moiseenko et A. Arechtchenko
6. Israël : E. Sutovsky, B. Avroukh, M. Roiz, I; Smirin et M. Rodshtein
(...)
9. France : É. Bacrot, V. Tkachiev, L. Fressinet, M. Vachier-Lagrave et C. Bauer
25. Suisse : Y. Pelletier, F. Jenni, J. Gallagher, C. Landenbergue, R. Ekstroem
35. Belgique : L. Winants, R. Polaczek, M. Dutreeuw, B. Laurent, C. Gulbas
39. Monaco : I. Efimov, P. van Hoolandt, W. Iclicki, J.M. Rapaire
(40 équipes)

#### Tournoi féminin (2007)
1. Russie : A. Kosteniouk, T. Kosintseva, N. Kosintseva, E. Kovalevskaïa et E. Korbout
2. Pologne : M. Socko, I. Rajlich, J. Zawadzka, J. Dworakovska et M. Prezdziecka
3. Arménie : E. Danielian, L. Mkrtchian, N. Aginian, S. Andriassian et L. Aghabekian
4. Ukraine : K. Lagno, N. Joukhova, A. Ushenina, I. Gaponenko et T. Vassilievitch
5. Géorgie : M. Tchibouranidzé, L. Javakhichvili, N. KHurtsidzé, N. Dzagnidzé et N. Lomineichvili
6. Slovénie : A. Mouzytchouk, J. Krivec, A. Srebrnic, V. Rozic et E. Bajt
(...)
13. France : A. Skripchenko, S. Collas, S. Milliet, M. Leconte et C. Flear
(30 équipes)

### 2009 (Novi Sad)

#### Tournoi open (2009)
Trois équipes faisaient figure de favorites pour ce championnat : la Russie, tenante du titre, l'Arménie, double championne olympique, et l'Azerbaïdjan. La jeune équipe azerbaïdjanaise profita des faux-pas de ses concurrents (matchs nuls de la Russie contre la Croatie à la ronde 1 puis contre les Pays-Bas à la ronde 4, défaite de l'Arménie contre la Serbie à la ronde 4). Elle réussit un match nul contre la Russie à la ronde 6 mais, jusque-là invaincue, elle fut défaite par l'Arménie à la ronde 7 (victoire de Sargissian sur Gousseinov), ramenant ces trois équipes à égalité à deux rondes de la fin. La fin du tournoi sourit cependant à l'Azerbaïdjan qui remporta ses deux derniers matchs contre la Pologne et les Pays-Bas (victoire décisive de Gashimov sur Stellwagen), tandis que l'Arménie s'inclinait à la ronde 8 (et laissait la troisième place à l'Ukraine qui allait la conserver ensuite) contre la Russie qui, elle, laissait filer la 1re place en concédant à la dernière ronde un mach nul contre l'Espagne.
1. Azerbaidjan : T. Radjabov, V. Gashimov, G. Gousseinov, S. Mamedyarov et R. Mamedov
2. Russie : P. Svidler, A. Morozevitch, D. Jakovenko, E. Alekseïev et E. Tomachevski
3. Ukraine : P. Eljanov, A. Volokitine, Z. Efimenko, Y. Drozdovskyï et Y. Kryvorouchko
4. Arménie : L. Aronian, V. Akopian, G. Sargissian, A. Pashikian et Tigran L. Petrossian
5. Allemagne : A. Naiditsch, G. Meier, D. Fridman, J. Gustafsson et I. Khenkin
6. Espagne : A. Chirov, F. Vallejo-Pons, M. Illescas, J. Lopez Martinez et I. Salgado Lopez
(...)
15. Suisse : V. Kortchnoï, Y. Pelletier, F. Jenni, R. Ekstroem et J. Gallagher
La France, privée de Maxime Vachier-Lagrave, qui disputait le championnat du monde junior, finit dix-septième.
17. France : É. Bacrot, L. Fressinet, R. Édouard, M. Cornette et S. Feller
27. Belgique : S. Hautot, D. Saiboulatov, E. Cekro, S. Docx, R. Polaczek
38. Monaco : I. Efimov, P. van Hoolandt, K.J. Ribbegren, W. Iclicki
(38 équipes)

#### Tournoi féminin (2009)
1. Russie : A. Kosteniouk, T. Kosintseva, N. Kosintseva, M. Romanko et V. Gounina
2. Géorgie : N. Dzagnidzé, L. Javakhichvili, S. Khoukhachvili, N. Khourtsidzé et B. Khotenashvili
3. Ukraine : K. Lagno, N. Joukova, A. Ushenina, I. Gaponenko, N. Zdebskaïa
4. Azerbaïdjan : Z. Mamedyarova, N. Kazimova, T. Mamedyarva, K. Isgandarova et G. Mammadova
5. Arménie : E. Danielian, L. Mkrtchian, L. Galojan, N. Aginian et S. Andriassian
6. France : M. Sebag, S. Milliet, S. Collas, P. Guichard et M. Leconte
7. République tchèque : J. Jackova, K. Němcová, E. Kulovana, S. Perkova et K. Cedikova
(28 équipes)

### 2011 (Porto Carras)

#### Tournoi open (2011)
Trente-huit équipes s'affrontent dans le tournoi open. C'est la dernière participation de Viktor Kortchnoï à un championnat d'Europe : il était présent cinquante-quatre ans plus tôt lors du premier championnat d'Europe en 1957.
1. Allemagne : A. Naiditsch, G. Meier, D. Fridman, J. Gustafsson, R. Buhmann
2. Azerbaïdjan : T. Radjabov, V. Gashimov, S. Mamedyarov, G. Gousseinov, E. Safarli
3. Hongrie : P. Leko, Z. Almasi, F. Berkes, C. Balogh, Z. Gyimesi
4. Arménie : L. Aronian, S. Movsessian, V. Akopian, G. Sargissian, R. Hovhannissian
5. Russie : P. Svidler, A. Grichtchouk, S. Kariakine, A Morozevitch, I. Nepomniachtchi
6. Pays-Bas : A. Giri, L. van Wely, I; Sokolov, J. Smeets, D. Stellwagen
(...)
19. France : E. Bacrot, M. Vachier-Lagrave, L. Fressinet, A. Istratescu, C. Bauer,
23. Suisse : Y. Pelletier, V. Kortchnoï, J. Gallagher, O. Kurmann, R. Forster
La Belgique et Monaco n'étaient pas représentés.

#### Tournoi féminin (2011)

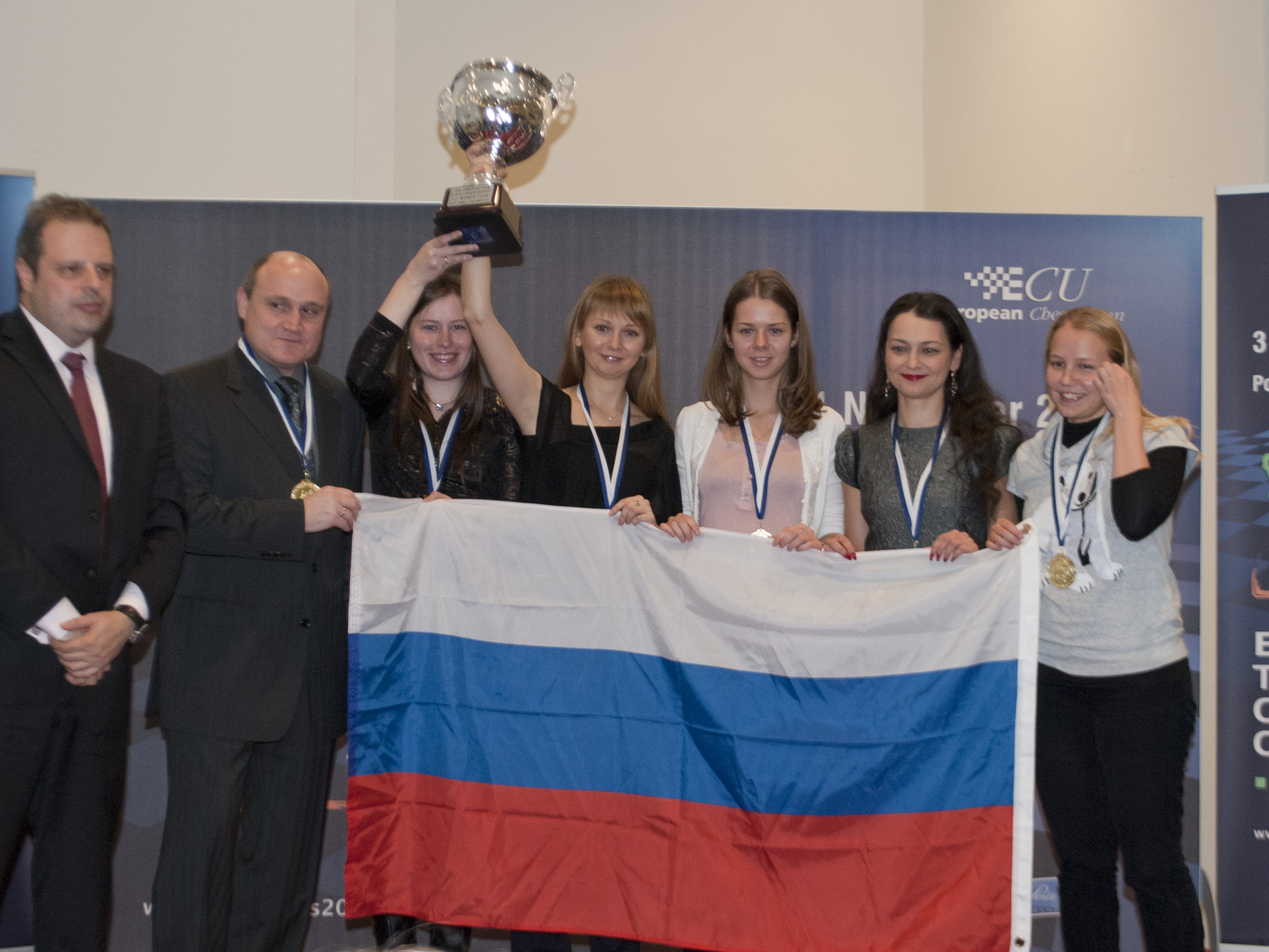
L'équipe féminine de Russie championne d'Europe en 2011.

1. Russie : N. Kosintseva, T. Kosintseva, V. Gounina, A. Kosteniouk et N. Pogonina
2. Pologne : M. Socko, J. Zawadzka, J. Madjan-Gajewska, K. Srczepkowska-Horowska et T. Katarzyna
3. Géorgie : N. Dzagnidzé, L. Javakhichvili, N. Pakidzé, N. Khourtsidzé et S. Melia
4. Ukraine : K. Lagno, N. Joukova, A. Ushenina, I. Gaponenko et M. Mouzytchouk
5. France : S. Milliet, N. Maisuradzé, P. Guichard, S. Collas et M. Leconte
6. Bulgarie : A. Stefanova, I. Videnova, M. Voiska, E. Djingarova et A. Nikolova
7. Arménie : E. Danielian, L. Mkrtchian, L. Galojan, M. Gourtsova et N. Aginian
(32 équipes)

### 2013 (Varsovie)
Le championnat se tient du 8 au 17 novembre 2013 à Varsovie en Pologne. La cadence est de 90 minutes pour 40 coups + 30 minutes pour le reste de la partie, avec un incrément de 30 secondes par coup. Les propositions de nulle ne sont autorisées qu'après le 40e coup noir.

#### tournoi «open» (équipes mixtes)

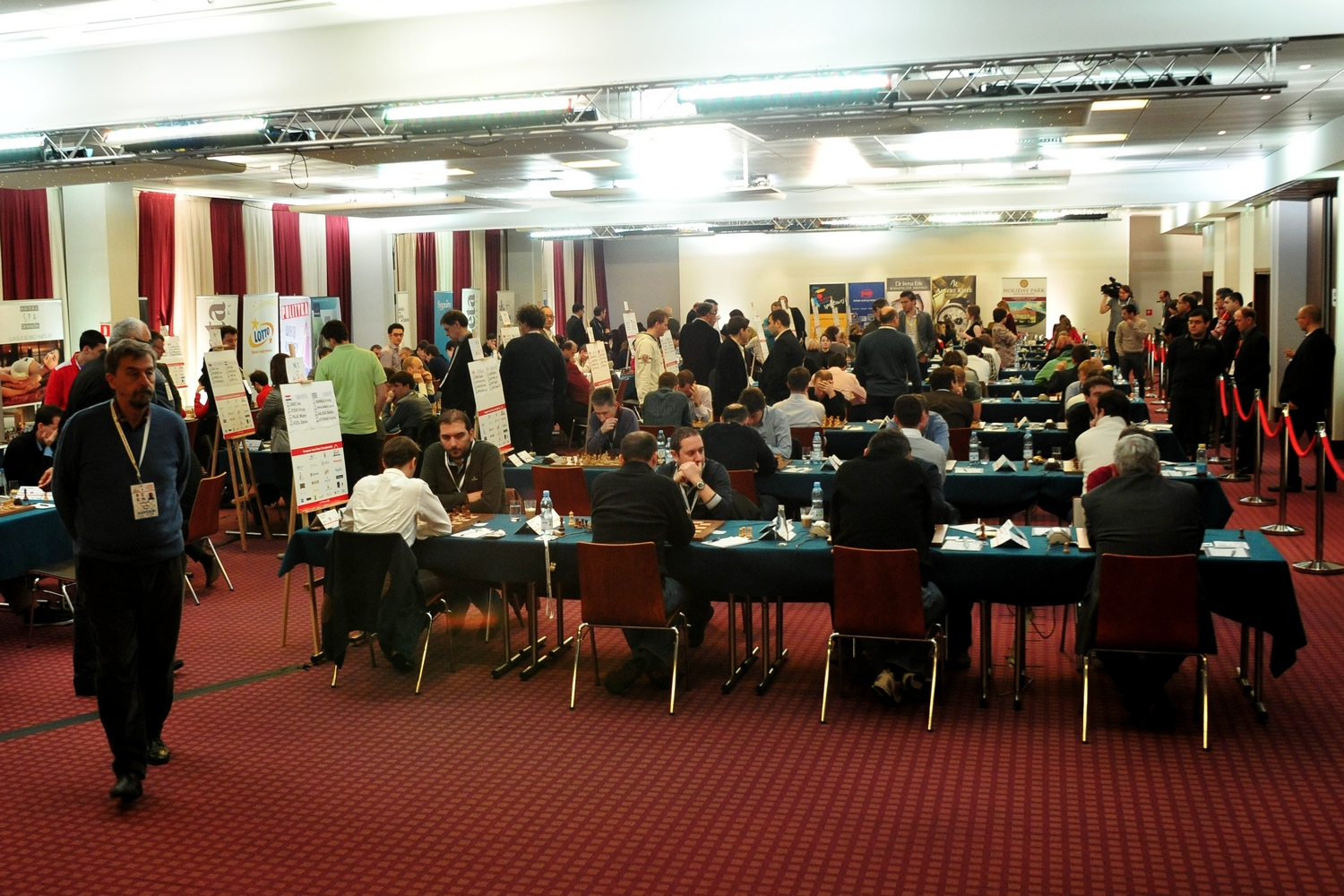
Championnat d'Europe 2013 à l'hôtel Novotel de Varsovie.

1. Azerbaïdjan : S. Mamedyarov, T. Radjabov, E. Safarli, R. Mamedov, G. Gousseinov
2. France : É. Bacrot, M. Vachier-Lagrave, R. Édouard, V. Tkachiev, H. Hamdouchi.
3. Russie: A. Grichtchouk, P. Svidler, D. Andreïkine, A. Morozevitch, E. Tomachevski
4. Arménie : L. Aronian, S. Movsessian, V. Akopian, G. Sargissian, T. L. Petrossian,
5. Hongrie : V. Erdös, C. Balogh, Z. Almási, J. Polgar, T. Banusz
6. Géorgie : B. Jobava, M. Mtchedlichvili, M. Gagounashvili, L. Pantsulaïa, G. Nigalidzé
7. Grèce : H. Banikas, I. Papaioannou, D. Mastrovasilis, S. Chalkiás, V. Kotronias
(...)
32. Suisse : Y. Pelletier, J. Gallagher, O. Kurmann, N. Georgiadis, R. Foster
La Belgique finit 33e. Monaco est absente.
(38 équipes)

#### Palmarès du tournoi féminin (2013)
L'Ukraine est en tête et ne peut plus être rejointe dès la fin de la huitième ronde (tournoi en 9 rondes).
1. Ukraine : K. Lagno, A. Ushenina, M. Mouzytchouk, N. Joukova, I. Gaponenko
2. Russie : V. Gounina, A. Kosteniouk, N. Pogonina, O. Guiria, A. Goriatchkina
3. Pologne : M. Soćko, J. Zawadzka, J. Majdan-Gajewska, I. Rajlich, K. Szczepkowska-Horowska
4. Géorgie : N. Dzagnidzé, M. Arabidzé, N. Khurtsidzé, B. Khotenachvili et L. Javakhichvili
5. Arménie : E. Danielian, L. Mkrtchian, L. Galojan, M. Koursova et A. Hairapetian
6. Hongrie : Hoang T., T. Gara, A. Gara, P. Papp et A. Rudolf
La France, pourtant septième meilleure équipe du tournoi, ne finit que 24e, la Belgique est 27e et la Suisse 28e.
24. France : M. Sebag, S. Milliet, N. Maisuradzé, S. Collas et N. Benmesbah
(32 équipes)

### 2015 (Reykjavik)

#### Tournoi «open» 2015 (équipes mixtes)
Les équipes de Bulgarie et d'Israël sont absentes du championnat d'Europe qui n'oppose que 36 équipes.
1. Russie : P. Svidler, A. Grichtchouk, E. Tomachevski, I. Nepomniachtchi et D. Iakovenko
2. Arménie : L. Aronian, G. Sargissian, S. Movsessian, H. Melkoumian et K. Grigorian
3. Hongrie : P. Leko, R. Rapport, Z. Almási, F. Berkes et C. Balogh (entraîneur : J. Polgar)
4. France : M. Vachier-Lagrave, L. Fressinet, R. Édouard, É. Bacrot et V. Tkachiev
5. Ukraine : V. Ivantchouk, P. Eljanov, Y. Kryvoroutchko, A. Korobov et A. Arechtchenko
6. Allemagne : L. Nisipeanu, G. Meier, D. Fridman, R. Buhmann et D. Wagner
(...)
La Suisse finit vingt-neuvième et la Belgique trente-troisième.

#### Tournoi féminin 2015
Le tournoi féminin de 2015 opposait trente équipes.
1. Russie : A. Kosteniouk, K. Lagno, V. Gounina, A. Goriatchkina et A. Bodnarouk
2. Ukraine : M. Mouzytchhouk, A. Mouzytchouk, N. Joukova, A. Ushenina et I. Gaponenko
3. Géorgie : N. Dzagnidzé, B. Khotenachvili, L. Javakhichvili, N. Batsiachvili et M. Arabidzé
4. Pologne : M. Socko, J. Zawadzka, I. Rajlich, K. Szczepkowska-Horowska et J. Majdan-Gajewska
5. France : M. Sebag, A. Skripchenko, P. Guichard, S. Milliet et S. Collas
6. Allemagne : E. Pähtz, S. Osmanojda, Z. Schleining, M. Ohme et J. Heinemann
La Belgique finit vingt-neuvième.

### 2017 (Chersónissos)

#### Tournoi «open» 2017 (équipes mixtes)
1. Azerbaïdjan (14/18) : S. Mamedyarov, T. Radjabov, A. Naïditsch, R. Mamedov, G. Gousseinov
2. Russie (14/18) : A. Grichtchouk, I. Nepomniachtchi, N. Vitiougov, M. Matlakov, D. Doubov
3. Ukraine (13/18) : P. Eljanov, Y. Kryvoroutchko, R. Ponomariov, Y. Kouzoubov, M. Kravtsiv
4. Croatie (13/18) : I. Saric, M. Bosiočić, H. Stević, A. Jankovic, S. Martinović
5. Hongrie (12/18) : P. Léko, V. Erdos, R. Rapport, Z. Almasi, F. Berkes
6. Israël (12/18) : B. Guelfand, M. Rodshtein, E. Sutovsky, I. Smirin, T. Nabaty
7. Roumanie (12/18) : C. Lupulescu, M. Pârligras, B. Deac, G.-A. Szabo, V. Nevednichy
(...)
20. France (9/18) : R. Édouard, C. Bauer, T. Gharamian, L. Fressinet, S. Mazé

#### Tournoi féminin 2017
1. Russie (17/18) : A. Kosteniouk, K. Lagno, V. Gounina, O. Guiria, A. Goriatchkina
2. Géorgie (14/18) : N. Dzagnidzé, N. Batsiachvili, B. Khotenachvili, L. Javakhichvili, S. Mélia
3. Ukraine (13/18) : A. Mouzytchouk, N. Joukova, A. Ushenina, I. Gaponenko, I. Osmak
4. Pologne (12/18) : M. Socko, Z. Zawadzka, K. Szczepkowska , K. Kulon, J. Majdan
5. Roumanie (12/18) : I. Bulmaga, C. Peptan, E. Cosma, A. L'Ami, M. Sandu
6. Espagne (11/18) : S. Vega Gutierrez, M. Garcia Martin, A. Matnadzé, M. Calzetta Ruiz, M. Delgado Crespo
7. Israël (11/18) : Y. Shvagyer, M. Efroimski, M. Klinova, O. Gutmakher, M. Lahav
(...)
22. France (8/18) : M. Sebag, S. Millet, A. Skripchenko, S. Collas, P. Guichard

### 2019 (Batoumi)

#### Tournoi «open» 2019 (équipes mixtes)
1. Russie (15/18) : D. Andreïkine, N. Vitiougov, K. Alekseïenko, M. Matlakov, D. Doubov
2. Ukraine (14/18) : V. Ivantchouk, Y. Kouzoubov, A. Volokitine, A. Moïsseïenko, V. Onichtchouk
3. Angleterre (14/18) : M. Adams, L. McShane, D. Howell, G. Jones, N. Pert
4. Arménie (13/18) : L. Aronian, G. Sarguissian, H. Melkoumian, H. Martirossian, A. Pachikian
5. Croatie (12/18) : I. Šarić, M. Bosiočić, H. Stević, A. Brkić, S. Martinovic
6. Azerbaïdjan (11/18) : S. Mamedyarov, A. Naïditsch, R. Mamedov, G. Gousseinov, E. Safarli
7. Espagne (11/18) : D. Anton Guijarro, F. Vallejo Pons, A. Chirov, M. Perez Candelario, I. Salgado Lopez
8. Allemagne (11/18) : L.D. Nisipeanu, M. Blübaum, D. Friedman, G. Meier, R. Svane
9. France (11/18) : M. Lagarde, R. Édouard, M.A. Maurizzi, C. Bauer, T. Gharamian
10. République tchèque (11/18) : D. Navara, V. Laznicka, T.V.D. Nguyen, J. Stocek, P. Michalik

#### Tournoi féminin 2019
1. Russie (16/18) : A. Goriatchkina, K. Lagno, O. Guiria, V. Gounina, A. Kachlinskaïa
2. Géorgie (15/18) : N. Dzagnidzé, L. Javakhichvili, B. Khotenachvili, M. Arabidzé, S. Mélia
3. Azerbaïdjan (14/18) : G. Mammadzada, K. Balajayeva, U. Fataliyeva, G. Mammadova, T. Mammedjarova
4. Ukraine (12/18) : A. Mouzytchouk, N. Joukova, A. Ushenina, I. Gaponenko, I. Osmak
5. Pays-Bas (12/18) : Peng Zhaoqin, A. Haast, I. Paulet, T. Lanchava, R. Ratsma
6. Roumanie (11/18) : I. Bulmaga, C. Peptan, E. Cosma, M. Sandu, M.D. Lehaci
(...)
14. France (9/18) : S. Millet, P. Guichard, A. Skripchenko, A.C. Navrotescu, N. Benmesbah

### 2021 (Čatež)

#### Tournoi «open» 2021 (équipes mixtes)
1. Ukraine (14/18) : A. Korobov, A. Volokitine, Y. Kouzoubov, K. Chevtchenko, V. Onichtchouk
2. France (14/18) : A. Firouzja, M. Vachier-Lagrave, É. Bacrot, M. Lagarde, J. Moussard
3. Pologne (13/18) : J.-K. Duda, R. Wojtaszek, K. Piorun, W. Moranda, P. Teclaf
4. Espagne (13/18) : A. Chirov, D. Anton Guijarro, J. Santos Latasa, I. Salgado Lopez, M. Santos Ruiz
5. Azerbaïdjan (12/18) : S. Mamedyarov, T. Radjabov, R. Mamedov, G. Gousseinov, N. Abassov
6. Russie (12/18) : A. Grichtchouk, D. Doubov, K. Alekseïenko, V. Artemiev, A. Essipenko
7. Arménie (12/18) : G. Sargissian, H. Martirossian, R. Hovhanessian, S. Ter-Sahakian, H. Gabouzian
8. Serbie (12/18) : A. Indjic, V. Ivic, I. Ivanisevic, R. Markuš, M. Perunovic
9. Pays-Bas (11/18) : A. Giri, L. van Foreest, J. van Foreest, M. Warmerdam, E. van der Doel
10. Allemagne (11/18) : L.-D. Nisipeanu, A. Donchenko, V. Keymer, M. Blübaum, R. Svane
La Suisse finit vingtième avec 9 points sur 18 et la Belgique 33e sur 39 équipes avec 7 points sur 18.

#### Tournoi féminin 2021
1. Russie (18/18) : A. Goriatchkina, K. Lagno, V. Gounina, P. Chouvalova, A. Kachlinskaïa
2. Géorgie (15/18) : N. Dzagnidzé, L. Javakhichvili, M. Arabidzé, S. Mélia, S. Gvetadzé
3. Azerbaïdjan (12/18) : G. Mammadzada, G. Mammadova, K. Balajayeva, U. Fataliyeva, G. Beydullayeva
4. Ukraine (12/18) : A. Ushenina et A. Mouzytchouk (rondes 8 et 9), Y. Osmak, I. Bouksa, I. Gaponenko, N. Joukova
5. Allemagne (11/18) : E. Paetz, J. Heinemann, H. M. Klek, J. Schneider, M. Lubbe
6. Serbie (11/18) : T. Injac, A. Velikić, J. Eric, M. Manakova, M. Gajcin
(...)
10. France (10/18) : M. Sebag, P. Guichard, S. Milliet, N. Benmesbah, A. Navrotescu

### 2023 (Budva)

#### Tournoi «open» 2021 (équipes mixtes)
1. Serbie (15/18) : A. Predke, A. Sarana, A. Indjić, R. Markuš, V. Ivić
2. Allemagne (15/18) : V. Keymer, R. Svane, M. Blübaum, A. Donchenko, D. Kollars
3. Arménie (13/18) : H. Martirossian, G. Sargissian, H. Melkoumian, S. Sargsian, S. Ter-Sahakian
4. Pologne (12/18) : R. Wojtaszkek, P. Teclaf, M. Bartel, B. Socko, Z. Gumularz
7. France (11/18) : É. Bacrot, J. Moussard, L. Fressinet, M. Lagarde, M. Maurizzi

#### Tournoi féminin 2023
1. Bulgarie (16/18) : A. Stefanova, N. Salimova, V. Radeva, G. Peycheva, B. Krasteva
2. Azerbaïdjan (15/18) : G. Mammadzada, U. Fataliyeva, G. Beydullayeva, K. Balajayeva, G. Mammadova
3. France (12/18) : D. Daulyte-Cornette, S. Milliet, M. Hejazipour, P. Guichard, A. Savina
4. Ukraine (12/18) : A. Ushenina, N. Bouksa, I. Gaponenko, N. Joukova, A. Rakhmangoulova